# Für einen Haarschnitt im Einklang mit dem sozialistischen Lebensstil

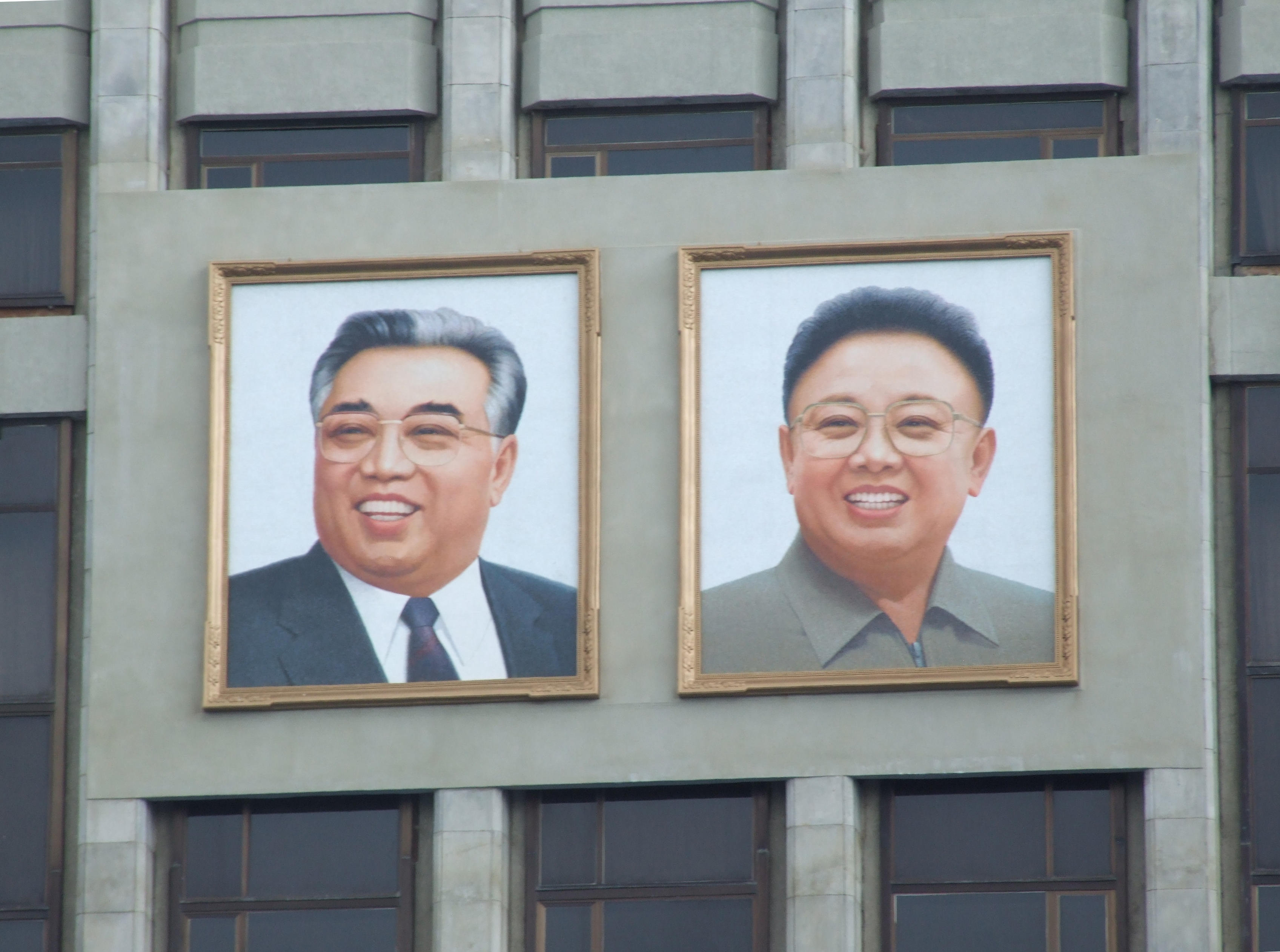
Kim Il-sung und Kim Jong-il am Schülerpalast Mangyongdae, 2012

Für einen Haarschnitt im Einklang mit dem sozialistischen Lebensstil (Chosŏn’gŭl: 사회주의적생활양식에 맞게 머리단장을 하자) war eine nordkoreanische Propaganda-Fernsehsendung, die Ende 2004 im Koreanischen Zentralfernsehen ausgestrahlt wurde und Anfang 2005 in den westlichen Medien Beachtung fand. Darin wurden Vorgaben für Frisuren gemacht, die der sozialistischen Lebensweise entsprächen.

## Vorgaben
Die Haare sollten bei Männern mindestens einen und maximal fünf Zentimeter lang sein. Frauen durften längere Haare tragen; auch für ältere Männer existierte eine Ausnahmeregelung: Um beginnenden Haarausfall zu verbergen, durften sich die Betroffenen die Haare einige Zentimeter länger wachsen lassen zwecks Abdeckung der lichten Stellen. Nordkoreaner, die sich nicht an die Frisurvorschrift hielten, wurden mit Namen und Angabe der Adresse im Fernsehen vorgeführt.
Die Vorgaben wurden damit begründet, dass lange Haare Nährstoffe aus dem Körper absaugten und zudem ungepflegt aussähen. Es wurde ein zweiwöchentlicher Friseurbesuch empfohlen.
Im Jahr 2013 wurden unter Kim Jong-ils Sohn, Kim Jong-un, 28 offizielle Frisuren angeordnet. Bilder dieser Haarschnitte wurden bei den Friseuren ausgehängt. 10 der Frisuren entfielen auf Männer, 18 standen Frauen zur Auswahl. Verschiedene Medien meldeten im Frühjahr 2014, dass fortan nordkoreanische Studenten den Haarschnitt von Kim Jong Un tragen sollten. Frauen wurde eine Frisur empfohlen, die dem Kurzhaarschnitt von Jong-uns Frau, Ri Sol-ju, ähnlich ist.

## Kritik an Berichterstattung
Der Journalist Hamish Macdonald von NK News äußerte Skepsis gegenüber den immer wiederkehrenden Meldungen bezüglich nordkoreanischer Haarschnitt-Vorschriften in westlichen Medien. Es gebe zwar Mode-Leitlinien, die würden jedoch nicht als Haarerlass im strengen Sinn durchgesetzt.